# Rupert Wilson Wigmore
Pour les articles homonymes, voir Wigmore.
Rupert Wilson Wigmore (1873-1939) est un ingénieur et homme politique canadien qui fut député du Nouveau-Brunswick.

## Biographie
Rupert Wilson Wigmore naît le 10 mai 1873 à Saint-Jean, au Nouveau-Brunswick. Il est tout d'abord conseiller municipal de Saint-Jean puis est élu, le 17 décembre 1917, député de la circonscription de Saint-Jean—Albert pour le compte du parti unioniste. Il démissionne le 13 juillet 1920 afin d'être nommé Ministre des Douanes et du Revenu intérieur puis Ministre des Douanes et de l'Accise du 4 juin 1921 jusqu'au 20 septembre 1921. Entre-temps, il retrouve son siège de député lors d'une élection partielle, le 20 septembre 1920, cette fois sous l'étiquette conservatrice.
Il est mort le 3 avril 1939 .